# La Lamentation (Petrus Christus, Bruxelles)
Pour les œuvres du même nom, voir La Lamentation sur le Christ mort et Pietà.
Pour le tableau du même nom, exposé à New York, voir La Lamentation (Petrus Christus, New York).
La Lamentation ou Pietà est un tableau du peintre primitif flamand Petrus Christus, représentant la Déploration du Christ. Huile sur panneau de 98 × 188 cm, il est réalisé entre 1455 et 1460. Il est acquis en 1844 par les Musées royaux des beaux-arts de Belgique de Bruxelles, en même temps que le retable L'Assomption de la Vierge d'Albrecht Bouts auprès du marchand d'art bruxellois Albert Lucq. Il est, aujourd'hui encore, exposé au Musée royal des beaux-arts de Bruxelles.
Exécutée pour la famille brugeoise des Adornes, cette Lamentation dénote l’influence de Rogier van der Weyden. Les personnages principaux reflètent clairement les figures centrales de la Descente de Croix du Musée du Prado de Madrid. Mais en même temps, illustrent les limites de cette influence. Ici le sens du drame du modèle espagnol est totalement absent : les personnages semblent s’être retirés dans l’introspection et la contemplation. Cet effet de sérénité peut s’expliquer en partie par la simplification croissante qui caractérise les derniers travaux de l’artiste. La scène est placée devant un vaste paysage où est représentée Jérusalem sous la forme d’une ville flamande à la fin du Moyen Âge.

## Description et analyse de l’œuvre
Ce tableau représente la mort du Christ, descendu de la Croix et sa lamentation. Il représente la mort comme une expérience atroce que l’amour et la foi seuls permettent de traverser.
Le spectateur est en présence d'une composition de haute qualité : les quatre bords introduisent l’espace pictural. Sur le bord gauche Marie-Madeleine agenouillée attire l’attention sur le crâne, les rochers et la base de la Croix. À droite, Marie-Salomé tourne le dos à la scène, et son mari Zébédée, les mains jointes, sont debout et offrent un pendant visuel à la scène. En haut, l’étroite bande de ciel qui souligne l’horizon est coupée par la base de la croix et la silhouette de l’unique arbre. La base nette contraste avec le mouvement souple des draperies qui ondulent de la gauche à la droite.
La Vierge Marie, évanouie, ancre le centre de la composition. Le spectateur a une sensation de plein air et l’impression d’assister à l’évènement dans l’espace même où il se produit. Le niveau de l’horizon correspond pour nous au niveau de l’œil des personnages debout : nous aussi nous sommes debout sur ce même sol. Le vase, les clous et la tenaille semblent à nos pieds.
Au centre, le corps du Christ est posé sur un linceul étendu par Joseph d'Arimathie, Nicodème soulève le corps et le tourne doucement vers le spectateur. Derrière, la Vierge Marie évanouie est soutenue par saint Jean et par Marie de Cléophas. On ne ressent aucun mouvement véritable, aucune communication. L’action se réduit à des gestes élémentaires qui créent un climat uniforme de dépression et d’angoisse. Le tableau ressemble à une « nature morte » chargée de nous faire méditer, pleurer et prier.
Le format large du tableau contribue à tasser les personnages, accablés par la fatigue et la détresse. Les personnages nombreux, ne sont pas serrés en un bloc autour du Christ mais isolés dans le silence d’une méditation personnelle comme s’ils étaient indifférents les uns aux autres. À l'arrière plan, on aperçoit un paysage vallonné, plusieurs villages et une étendue d'eau. Charles de Tolnay a comparé cette œuvre à celles de Piero della Francesca, dans sa composition architecturale et son utilisation de la perspective.
Petrus Christus a peint deux autres versions de cette scène :

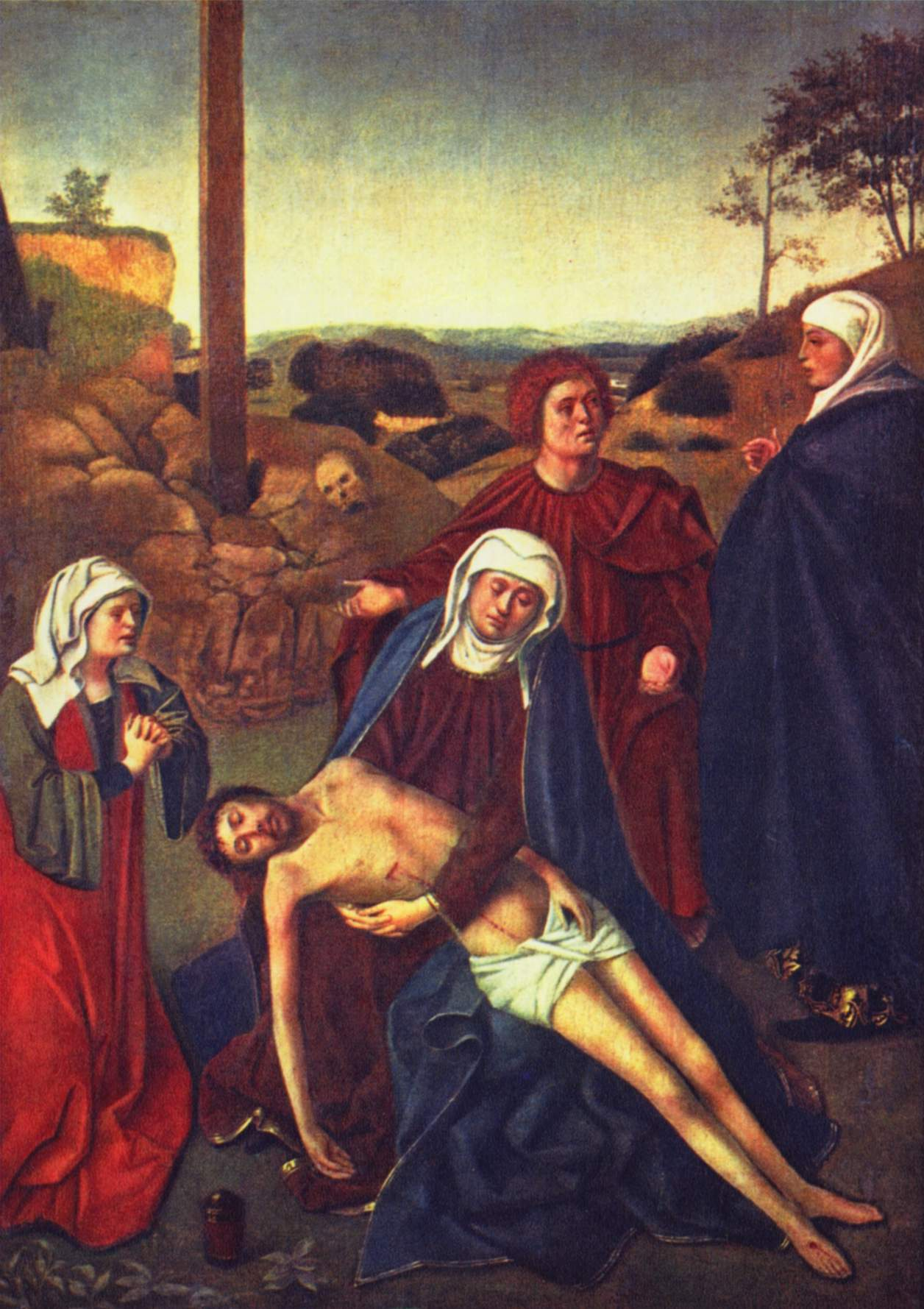
Pietà, huile sur panneau, 38 × 30 cm, Musée du Louvre, Paris
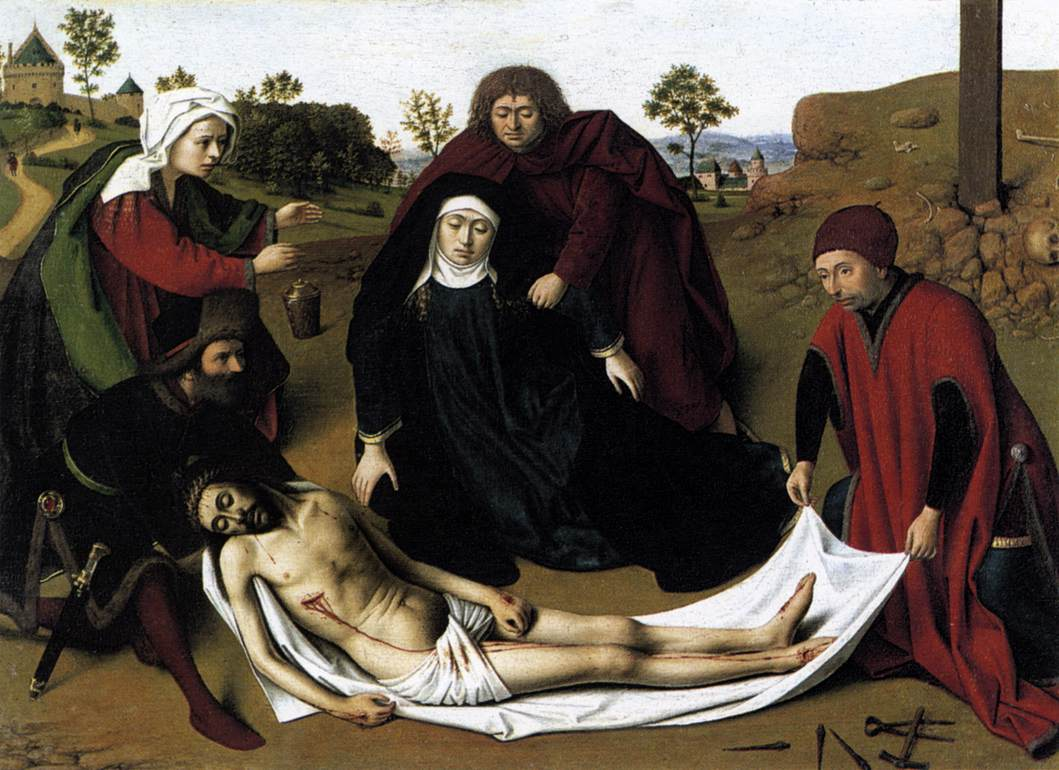
La Lamentation, tempera sur panneau, 29,2 × 21,6 cm, Metropolitan Museum of Art, New York

## Sources et bibliographie
- (en) Joel Morgan Upton, Petrus Christus : his place in Fifteenth-Century Flemish painting, p. 48 Lire en ligne
- (en) Albert Châtelet, Early Dutch painting : painting in the northern Netherlands in the fifteenth century, Rizzoli, 1981, p. 90, 264 pages